# تقی داداشی
تقی داداشی (۲۰ آذر ۱۳۶۲ - ساری) بازیکن اسبق تیم ملی کشتی آزاد ایران است. او تجربهٔ حضور در ۳ دوره مسابقات جهانی را داراست ولی هیچ‌گاه نتوانست نشان یا عنوانی جهانی به دست آورد.
تقی داداشی سال ۲۰۰۵ با درخشش در رقابت‌های لیگ و پیروزی برابر بابک نورزاد، حسین رنگرز، هادی حاجیان و… در رقابت‌های انتخابی تیم ملی، به عضویت تیم ملی درآمد و در سال‌های ۲۰۰۵ تا ۲۰۰۷ دوبندهٔ تیم ملی کشتی ایران را در مسابقات جهانی بر تن داشت.

## اطلاعات دقیق تر
وی بیش از ۱۰ سال مربی ورزش در مدارس شهر ساری بود
وی در مدرسه شهیدچمران در منطقه صادقیه ساری بیش از ۷سال مربی ورزش این مدرسه بوده‌است
وی هم‌اکنون مدیریت باشگاه کشتی در کمربندی غربی به همراه برادرش را داراست، باشگاه خانه کشتی در منطقه صادقیه ساری هم یکی از باشگاه‌هایی است که او مدیرش است.

## دربارهٔ تقی داداشی
- نشان طلای پیکارهای نوجوانان آسیا در سال ۲۰۰۲
- نشان طلای پیکارهای جوانان آسیا در ۲۰۰۲
- نشان برنز جام یاشاردوغو ترکیه ۲۰۰۴
- مدال برنزکشتی آزاد قهرمانی بزرگسالان آسیا ۲۰۰۵ چین.
- " این کشتی گیر مازندرانی در دور نخست وزن ۵۵ کیلو به مصاف "فنک زمین" از چین رفت و در دو وقت پی در پی با نتایج ۶ بر ۶ و ۶ بر صفر پیروز شد. داداشی در دور دوم با "جون هیون گاک" از کره شمالی مبارزه کرد و در وقت اول یک بر صفر کشتی را واگذار کرد اما در وقت دوم با همین نتیجه کشتی را برد و در وقت سوم با این که یک امتیاز از حریف خود جلو بود با نتیجه یک بر یک شکست خورد و در نهایت کشتی را به کشتی گیر کره شمالی واگذار کرد و به گروه بازنده‌ها رفت داداشی در گروه بازنده‌ها نیز در دو زمان پی در پی "وان هوپ" از ویتنام را با نتایج ۶ بر صفر و ۴ بر ۲ شکست داد… و در آخرین کشتی خود مقابل کشتی‌گیر ضعیفی از کامبوج به روی تشک رفت و پس از پیروزی ۷ بر صفر در وقت نخست، در وقت دوم حریف کامبوجی را ضربه فنی کرد و به مدال برنز دست یافت.
- شکست دادن نامیک عبدالله‌اف (دارندهٔ نشان طلا و نقرهٔ المپیک‌های سیدنی و آتلانتا و دارندهٔ ۴ نشان نقره و برنز جهان) در جام زیلکوفسکی ۲۰۰۶
- شکست دادن نارانباتار مغولی (نفر سوم سال ۲۰۰۵ جهان و برندهٔ نشان نقرهٔ جهان در سال ۲۰۰۷) در مسابقات جهانی گوانگجو
- شکست دادن هنری سجودو آمریکایی (برندهٔ طلای المپیک پکن) در سال ۲۰۰۷

## بن‌مایه
1. ↑  «همراه با مسافران بوداپست». آفتاب.
2. ↑  «تقی داداشی مغلوب اضافه وزن». پایگاه خبری تحلیلی کشتی ایران و جهان. بایگانی‌شده از اصلی در ۲ ژوئن ۲۰۱۴. دریافت‌شده در ۱۶ ژوئن ۲۰۱۴.